# خوان غارسيا دياز
خوان غارسيا دياز (بالإسبانية: Juan García Díaz)‏ (22 مايو 1940 بنيرفا في إسبانيا - 26 مارس 2013 بقرطبة في إسبانيا) هو لاعب كرة قدم إسباني في مركز الوسط. لعب مع نادي إكستريمادورا ونادي قرطبة وريال بيتيس بي وCD Puertollano ‏.

## وصلات خارجية
- خوان غارسيا دياز على موقع قاعدة بيانات كرة القدم.إي يو (الإنجليزية)